# パース級軽巡洋艦
| パース級軽巡洋艦                   | パース級軽巡洋艦 |
| ---------------------------------- | --- |
| 竣工当時の「パース（HMAS Perth）」 | |
| 艦級概観                           | |
| 艦種                               | 軽巡洋艦 |
| 艦名                               | 都市名 |
| 前級                               | ヨーク級重巡洋艦or リアンダー級軽巡洋艦 |
| 次級                               | アリシューザ級軽巡洋艦 (2代) |
| 性能諸元                           | |
| 排水量                             | 基準：6,980トン 常備：7,290トン 満載：9,275トン |
| 全長                               | 171.37 m |
| 水線長                             | 169.0 m |
| 全幅                               | 17.27 m |
| 吃水                               | 4.77 m |
| 機関                               | アドミラリティ式重油専焼三胴型水管缶4基 +パーソンズ式ギヤードタービン4基4軸推進 |
| 最大出力                           | 72,000 shp |
| 最大速力                           | 戦時：31.0ノット 公試時：32.5ノット |
| 航続距離                           | 12ノット/10,700海里 15ノット/7,800海里 |
| 燃料                               | 重油：1,800トン |
| 乗員                               | 570名 |
| 兵装                               | 竣工時： アームストロング Mark XXI 15.2cm（50口径）連装速射砲4基 アームストロング Mark V 10.2cm（45口径）単装高角砲4基 ヴィッカーズ 12.7mm（62口径）四連装機関銃3基 53.3cm水上魚雷発射管四連装2基 1939年： アームストロング Mark XXI 15.2cm（50口径）連装速射砲4基（ホバート1943年：3基） アームストロング MkXVI 10.2cm（45口径）連装高角砲4基 ヴィッカーズ 4cm（39口径）四連装ポンポン砲4基 ボフォース 4cm（56口径）機関砲6～12基 エリコンFF 2ｃm（76口径）機関砲8～14丁 53.3cm水上魚雷発射管四連装2基 |
| 装甲                               | 舷側：102mm（機関区水線部）、25～98mm（弾薬庫水線部）、38～63.5mm（水線末端部） 主甲板：32mm（水平部）、51mm（傾斜部） 主砲塔：25mm（最厚部） 主砲バーベット部：25mm（最厚部） |
| 航空兵装                           | 水上機1機 カタパルト1基 |

パース級軽巡洋艦 (Perth class light cruser, パースきゅうけいじゅんようかん) は、イギリス海軍が海軍休日時代に建造した軽巡洋艦の艦級。リアンダー級軽巡洋艦の改良型である。イギリスが建造したが、最終的に3隻ともオーストラリアに貸与された。フェートンとして建造中にオーストラリア海軍に移管されたシドニー (HMAS Sydney) は、1935年9月に竣工した。1936年1月に竣工したアポロ (HMS Apollo) は、1938年9月に貸与されてホバート (HMAS Hobart) となった。
1936年7月に竣工したアンフィオン (HMS Amphion) は、イギリス海軍の軍艦として行動したあと、1939年7月に貸与されてパース (HMAS Perth, D29) となった。

## 概要

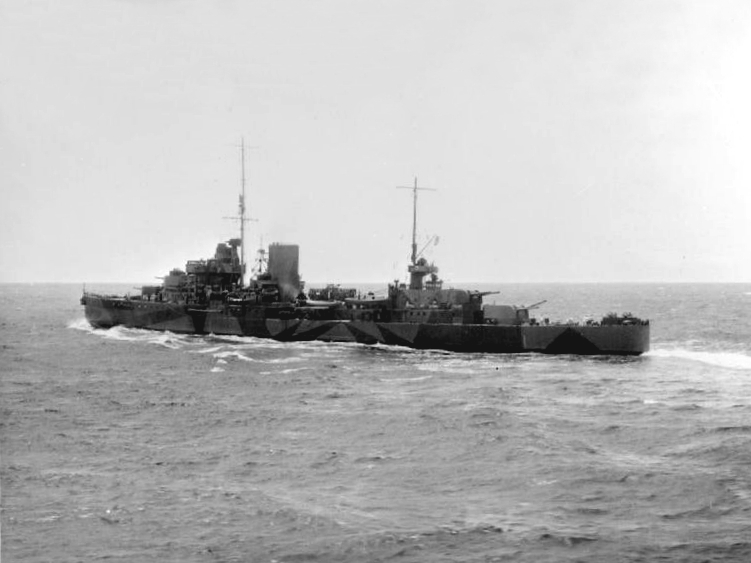
パース級のタイプシップとなったリアンダー。

リアンダー級軽巡洋艦は、第一次世界大戦終結後のイギリス海軍が最初に建造した軽巡である。この新型軽巡は、重巡洋艦エクセター（ヨーク級重巡、1931年7月竣工）を縮小したような艦型であった。つづいて1931年度海軍計画と1932年度海軍計画において改良型リアンダー級を3隻追加で建造することになった。リアンダー級との主な変更点は機関構成で、前級が全缶全機配置で集合煙突であったのに対し、本級は他の連合国巡洋艦と同じくシフト配置に改めたことにより2本煙突となった。この機関配置により被害時の生存性が高まった。全長も2.4mほど長くなり、煙突と煙突の間に航空艤装を配置している。
パース級は3隻が就役した。その頃、英連邦オーストラリア海軍の主力艦はケント級重巡洋艦2隻（オーストラリア、キャンベラ）と軽巡アデレード (HMAS Adelaide) という状態だった（オーストラリア海軍の歴史）。
イギリスは建造中の本級をオーストラリア海軍に貸与する事となり、1931年度計画で建造されたフェートン (HMS Phaeton) が、シドニー (HMS Sydney) と名付けられ、オーストラリア海軍の艦艇として竣工した。シドニー（フェートン）は、艦齢に達したチャタム級軽巡（バーミンガム級軽巡）ブリスベン (HMAS Brisbane) の代艦であったという。
1931年度計画と1932年度計画において建造された2隻は、それぞれアポロ (HMS Apollo) 、アンフィオン (HMS Amphion) と命名された。オーストラリア海軍への移籍時にアポロはホバート、アンフィオンはパースへと、それぞれ改名されている。第二次世界大戦序盤では地中海戦域に派遣され、地中海攻防戦に参加した。シドニーはドイツ海軍の仮装巡洋艦と相討ちになり、パースは日本海軍の水雷戦隊との夜戦で沈没、唯一残ったホバートも日本海軍の潜水艦の雷撃により大破したが、前述した生存性の向上により沈没を免れた。

## 艦形
船体は乾舷の高い長船首楼型船体とし、艦首側面形状は凌波性能を高めるために2段の強いフレア（反り返り）が付けられていた。艦首甲板上には15.2cm砲を連装砲塔に収めて背負い式配置で2基配置。2番主砲塔の基部から上部構造物が始まり、その上に箱型の操舵艦橋が立ち、その背後に簡素な単脚式の前部マストが立つ。
船体中央部には前後に離された2本煙突が立ち、煙突のあいだは航空施設となっており、水上機を打ち出すカタパルト1基が設置されており、1番煙突の側面に片舷1基ずつのクレーンにより運用された。副武装である10.2cm高角砲はリアンダー級では1番煙突の側面に配置していたが、本級においては2番煙突の後方に片舷2基ずつ計4基が配置されたが、煙突の間が離された事により射界が広がっており、艦尾側の2門は反対側への射撃が可能であった。対空砲座の下には53.3cm魚雷発射管が巧妙に配置されており、四連装発射管が片舷1基ずつ計2基を配置していた。
高角砲の配置が変わった事により艦載艇置き場は1番煙突の側面に移動されて運用スペースが広がった。艦載艇は舷側に設けられた2本1組のボート・ダビッドが片舷に3組ずつ計6組で運用された。2番煙突の後方に露天の後部見張所と単脚式の後部マストが立ち、3番主砲塔の基部で上部構造物は終了、甲板一段分下がって後部甲板上に4番主砲塔が配置された。船体舷側部には復元性と水雷防御の確保として広範囲にバルジが装着されていた。

### 就役後の外観の変化

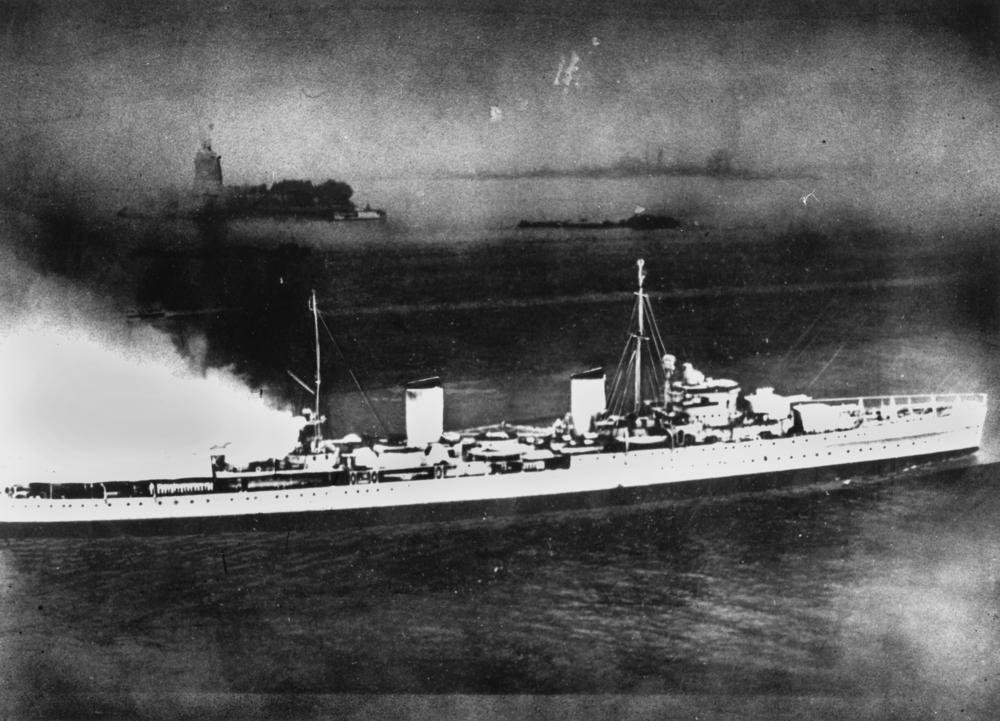
1939年に撮影されたパース。

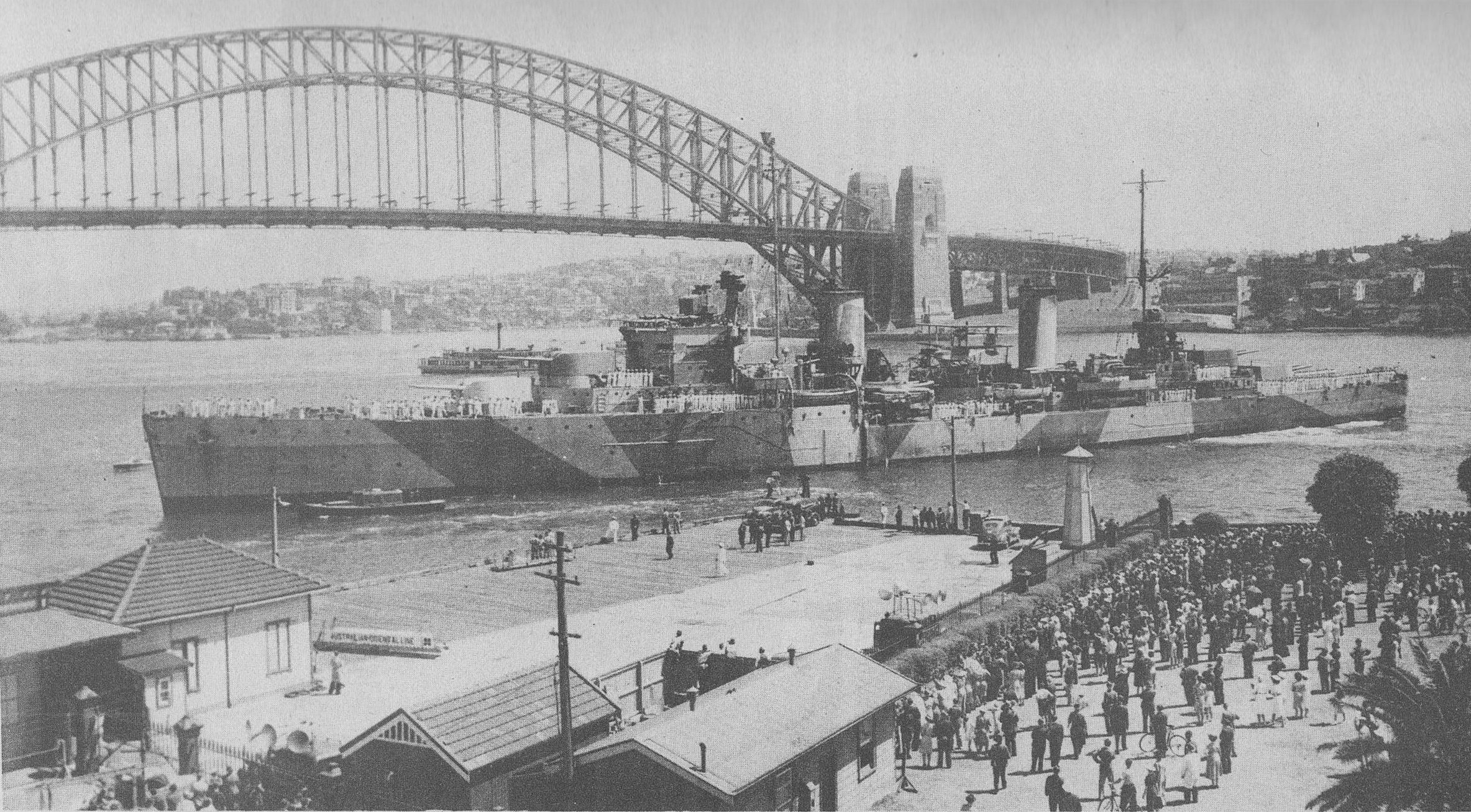
シドニー港で1941年2月10日に撮られたシドニー。

就役後の1938年にホバートが、1939年にパースが10.2cm単装高角砲4基を撤去し、新型の10.2cm連装高角砲4基に更新し2番煙突後方のスペースに片舷2基ずつを背中合わせに配置した。1939年中に全ての艦で4.7cm高射砲4基を撤去した。
また、航空施設においてパースは1939年にカタパルトを新型に交換し、水上機もシーガルII 水上機となった。しかし、1941年2月に航空施設を撤去し「ヴィッカース 4cm（39口径）ポンポン砲」を単装砲架で4基が追加されたが、同年7月に航空施設を復活させ、4cmポンポン砲4基に換えて「2cm（76口径）機関砲」が単装砲架で4基に更新された。1941年にシドニーもエリコン2cm単装機銃1基を追加した。

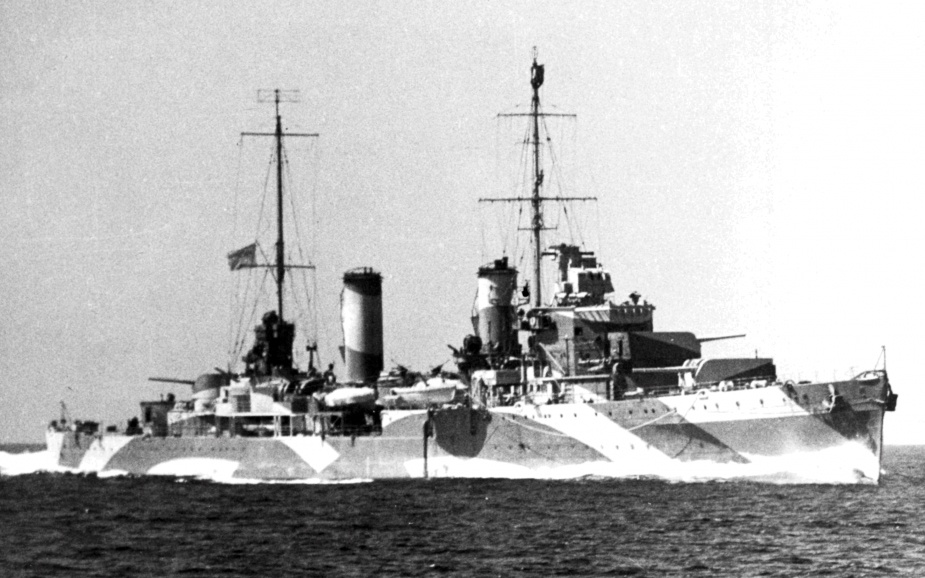
1942年に撮影されたパース。

1942年にホバートは新型レーダー272型を搭載した。この時に対空火器の更新が行われ、12.7mm四連装機銃3基を撤去し、4cmポンポン砲を連装砲架で4基、エリコン 2cm機関砲を連装砲架で5基、同2cm機関砲を単装砲架で1基を追加した。重量軽減のために航空施設は撤去された。1945年1月にホバートはレーダーは276型、277型、281B型が新設され、エリコン 2cm連装機銃4基が撤去され、新たに「ボフォース 4cm（56口径）機関砲」が採用され、連装砲架で3基と単装砲架で5基が搭載された。1946年6月にホバートは主砲の15.2cm連装砲塔1基を撤去し、ボフォース 4cm機関砲を四連装砲架で2基を追加した。

## 兵装

### 主砲

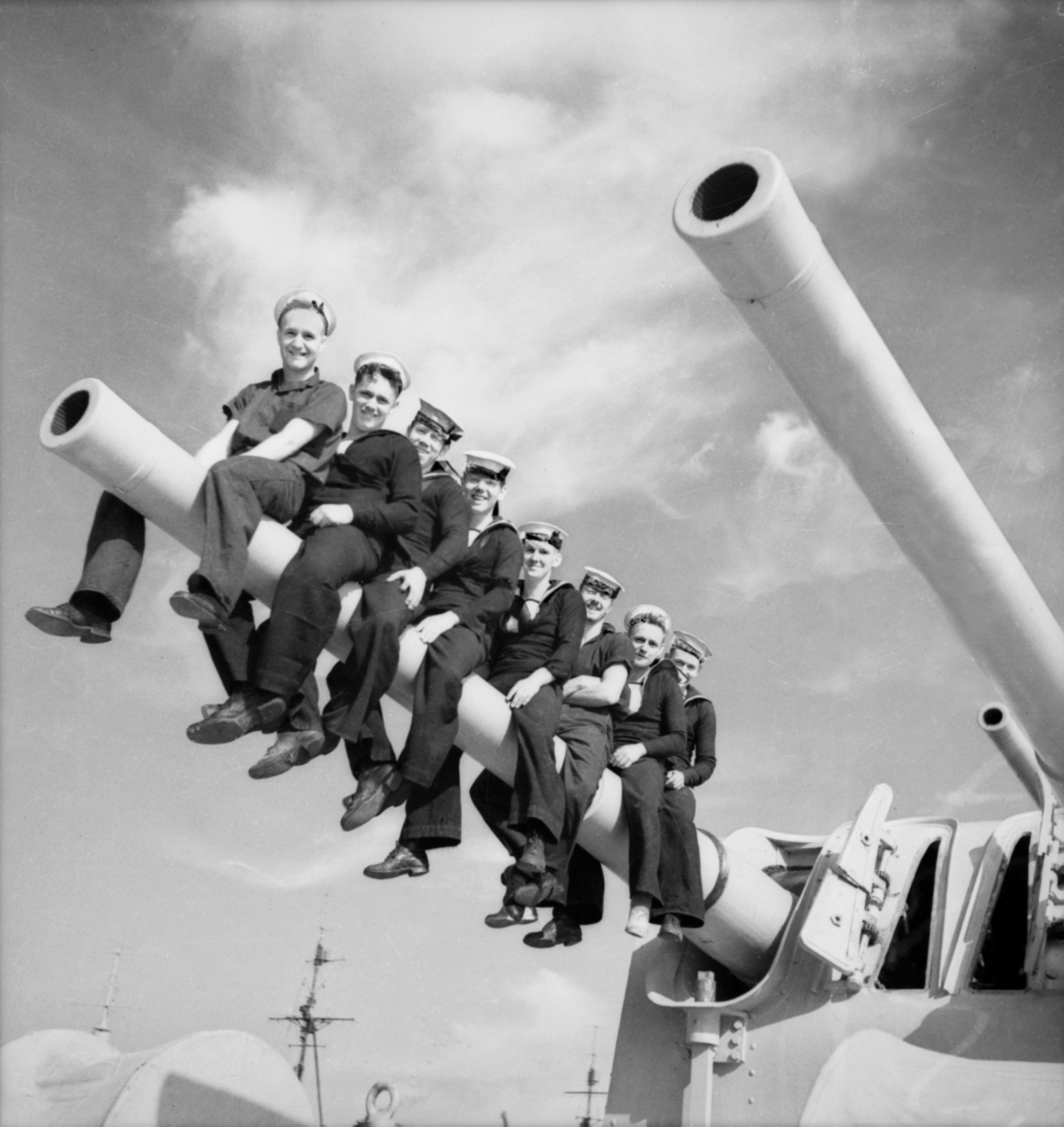
写真はパースの連装砲塔。

主砲は新設計の「アームストロング Mark Mark XXI  15.2cm（50口径）速射砲」である。特徴としてはその性能は同世代の連合側では軽い50.8kgの砲弾を仰角45度で23,300mという射程を得ており、射程11,430mで舷側装甲76mmを貫通できる性能があった。この砲を連装砲塔に収めて4基を搭載した。俯仰能力は仰角60度・俯角5度である。旋回角度は単体首尾線方向を0度として左右150度の旋回角度を持つ。発射速度はカタログデーターは毎分8発であるが実用速度は6発程度であった。

### 備砲、魚雷兵装

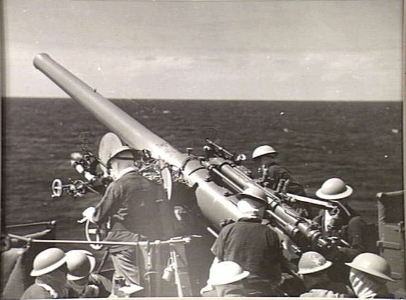
写真はシドニーの10.2cm（45口径）高角砲。

パース級の高角砲は「Mark V 10,2cm（45口径）高角砲」を採用している。14.6kgの砲弾を仰角44度で15,020m、最大仰角80度で9,450mの高度まで到達させることができた。単装砲架は左右方向に180度旋回でき、俯仰は仰角80度、俯角5度で発射速度は毎分10～15発だった。これを単装砲架で4基8門を搭載した。

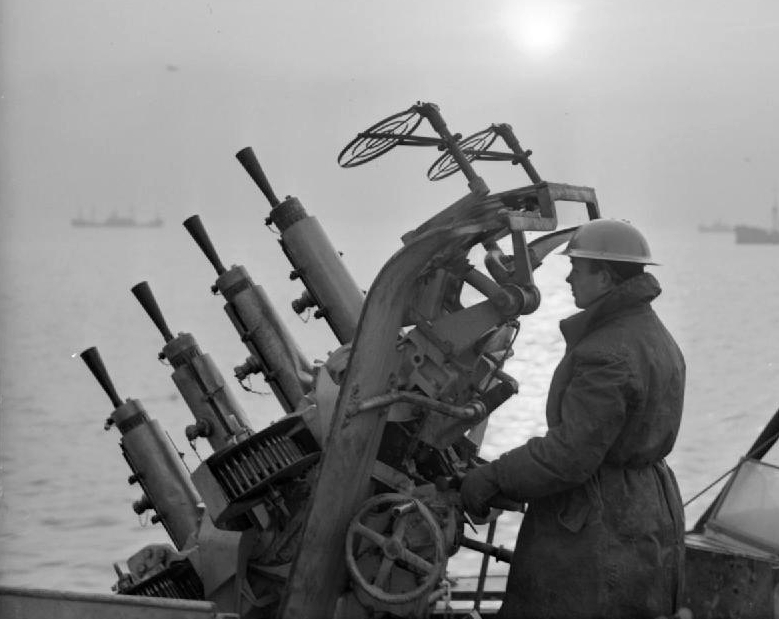
「ヴィッカーズ 12.7mm（62口径）四連装機関銃」。写真はトライバル級アシャンティ（HMS Ashanti）のもの。

他に近接火器として「ヴィッカーズ 12.7mm（62口径）機関銃」を採用した。その性能は0.37kgの砲弾を仰角45度で4,570m、最大仰角で730mまで届かせる能力があった。これを四連装砲架で3基を搭載した。砲架の俯仰能力は仰角80度・俯角10度である。旋回角度は360度の旋回角度を持つが実際は上部構造物により射界を制限された。発射速度はカタログデーターは毎分450発である。主砲では手に負えない相手への対抗として53,3cm魚雷発射管を四連装で片舷1基ずつ計2基装備した。他に12.7mm四連装機銃2基を装備した。

### 就役後の武装変換

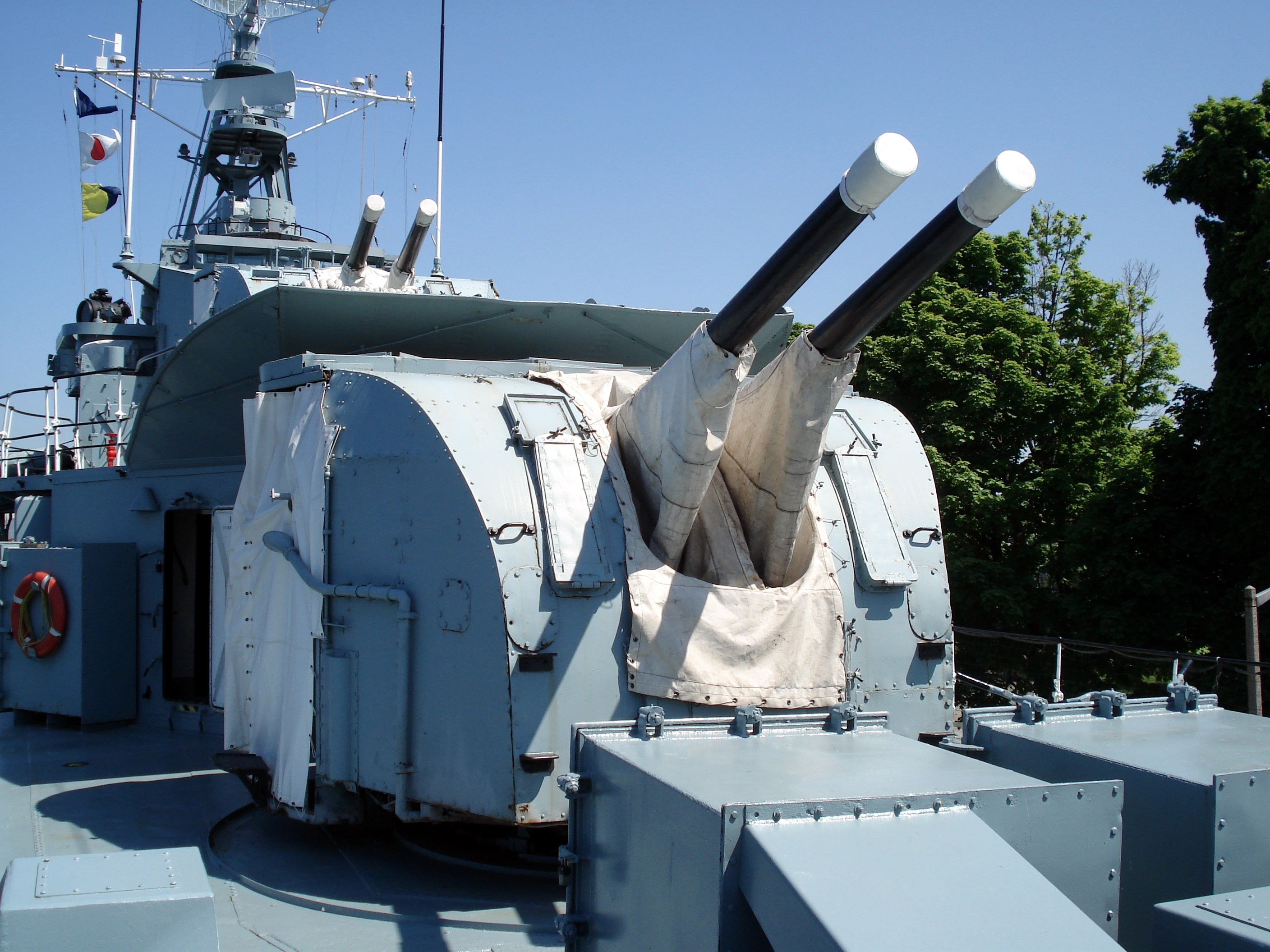
写真は「Mark XVI 10.2cm（45口径）連装高角砲。」

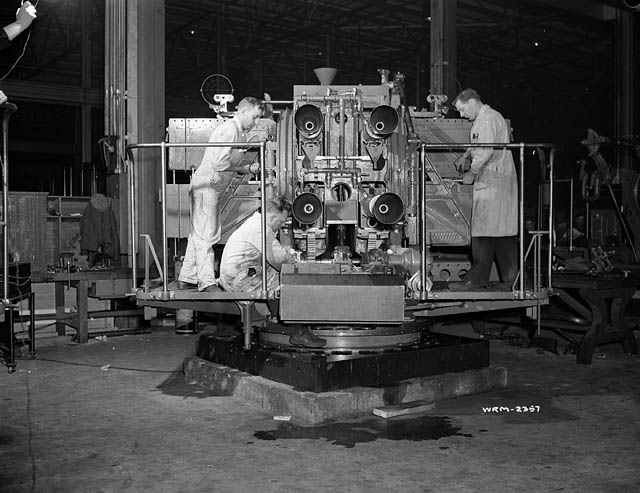
写真は「4cm（39口径）四連装ポムポム砲」。

第二次世界大戦の戦訓からこの程度の対空火力では不足とされ10.2cm高角砲は新型の「アームストロング MkXVI  10.2cm（45口径）高角砲」へと更新された。15.9kgの砲弾を仰角45度で18,150m、最大仰角80度で11,890mの高度まで到達させることができた。砲架の俯仰能力は仰角80度・俯角10度である。旋回角度は340度の旋回角度を持つが実際は上部構造物により射界を制限された。発射速度はカタログデーターは毎分15発である。これを防楯の付いた連装砲架で片舷2基ずつ計4基8門へと対空火力を増やした。
他に近接攻撃用に4cm（39口径）ポンポン砲を四連装砲架で4基、ボフォーズ4cm機関砲を初期は単装砲架で6基であったが最終的に12基に強化された。更にエリコン2cm機関砲を14丁搭載した。

## 機関

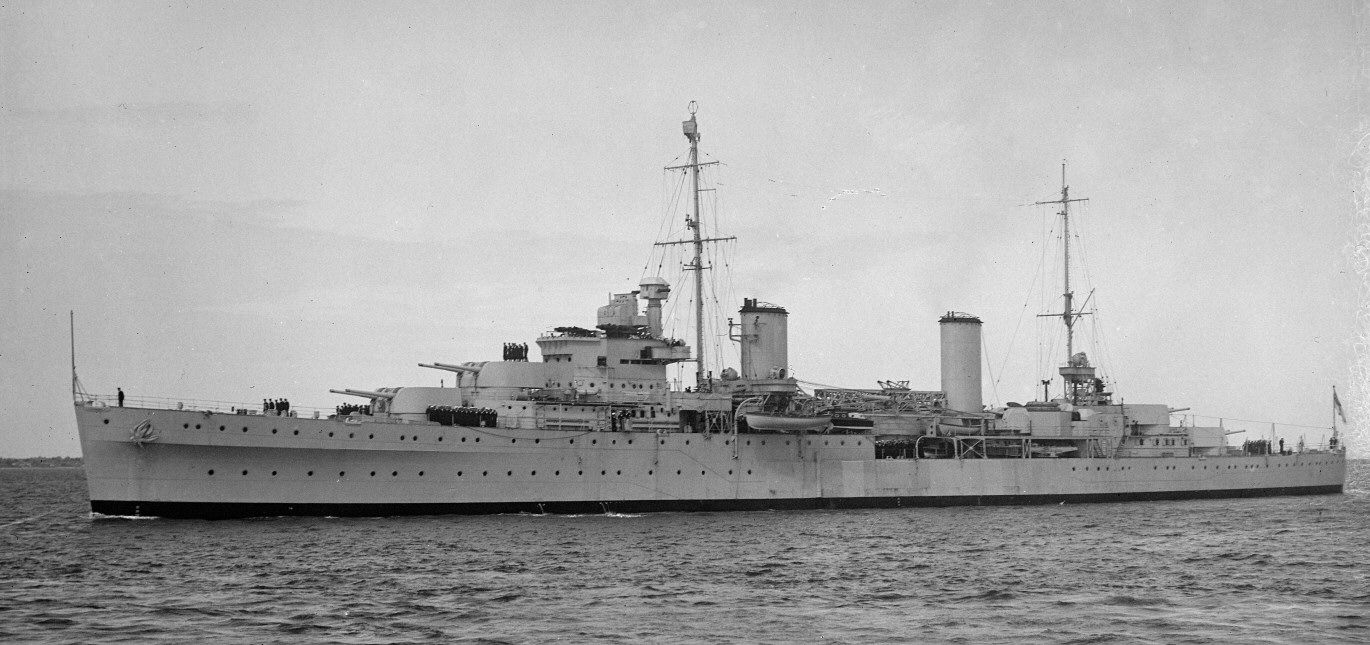
1939年ごろに撮られたホバート。舷側の舷窓が無い部分が舷側装甲帯の範囲で、機関部の側面を覆ってある。」

搭載機関には重巡洋艦と同じく、ボイラーはアドミラリティ三胴式重油専焼水管缶4基、タービン機関はパーソンズ式オール・ギヤードタービンを4基4軸合計で最大出力72,000shpを発揮した。船体が小型なため、公試で32.25ノットを発揮し、最大速力は31.0ノットを発揮した。
機関配置はボイラー2基とタービン1基を1組として、前後で2組を分離配置するシフト配置を採用した。このために煙突の本数は2本となった。

## 防御

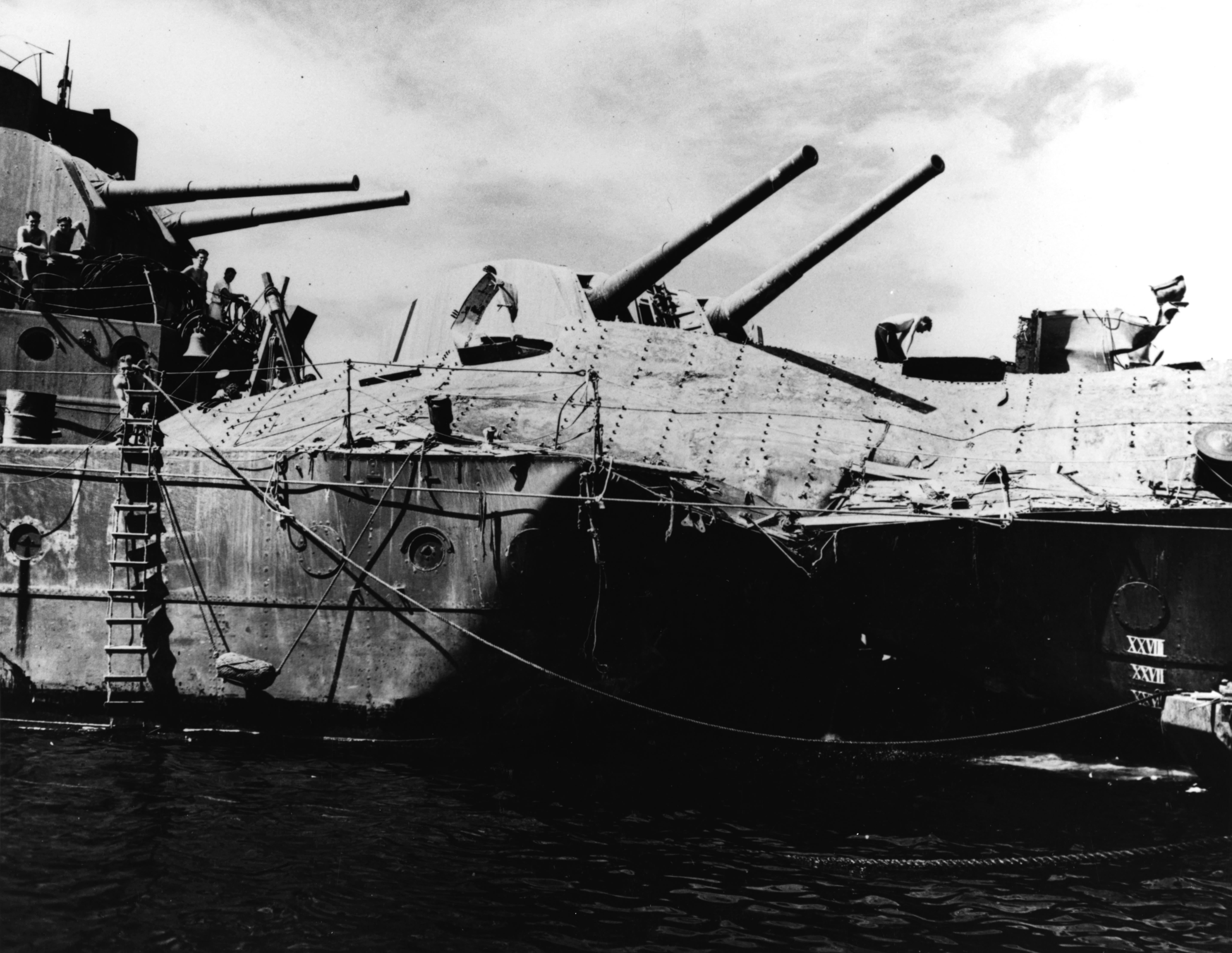
1943年7月23日にエスピリトゥサント島で撮られたホバート。日本海軍の伊号第11潜水艦からの雷撃で大破したが沈まなかった。

パース級は基本設計を防御装甲を充実させたエクゼターをタイプシップとしているため、カタログデータ的には重巡洋艦を超える防御を持つ艦となった。舷側防御は機関区のみ102mmで末端部は63.5mmから38mmへとテーパーした。弾薬庫は舷側防御とは別個で側盾が98mmで前後隔壁が38mm、天蓋が25mmであった。主砲塔は最厚部で25mmでしかなく、バーベットも同様に最厚部で25mmである。
缶・機分離配置により抗堪性を向上させ、煙突を2本に改正した結果、前級よりも機関区が3m増大しヴァイタル・パートも拡大した。この防御方式は、通常でも十分な防御が施せないうえにイギリス海軍の場合、居住性や航洋性のために十分な装甲を施せない巡洋艦の防御方式として極めて効果的であり、以後の英国巡洋艦の標準的機関配置となった。

## 同型艦

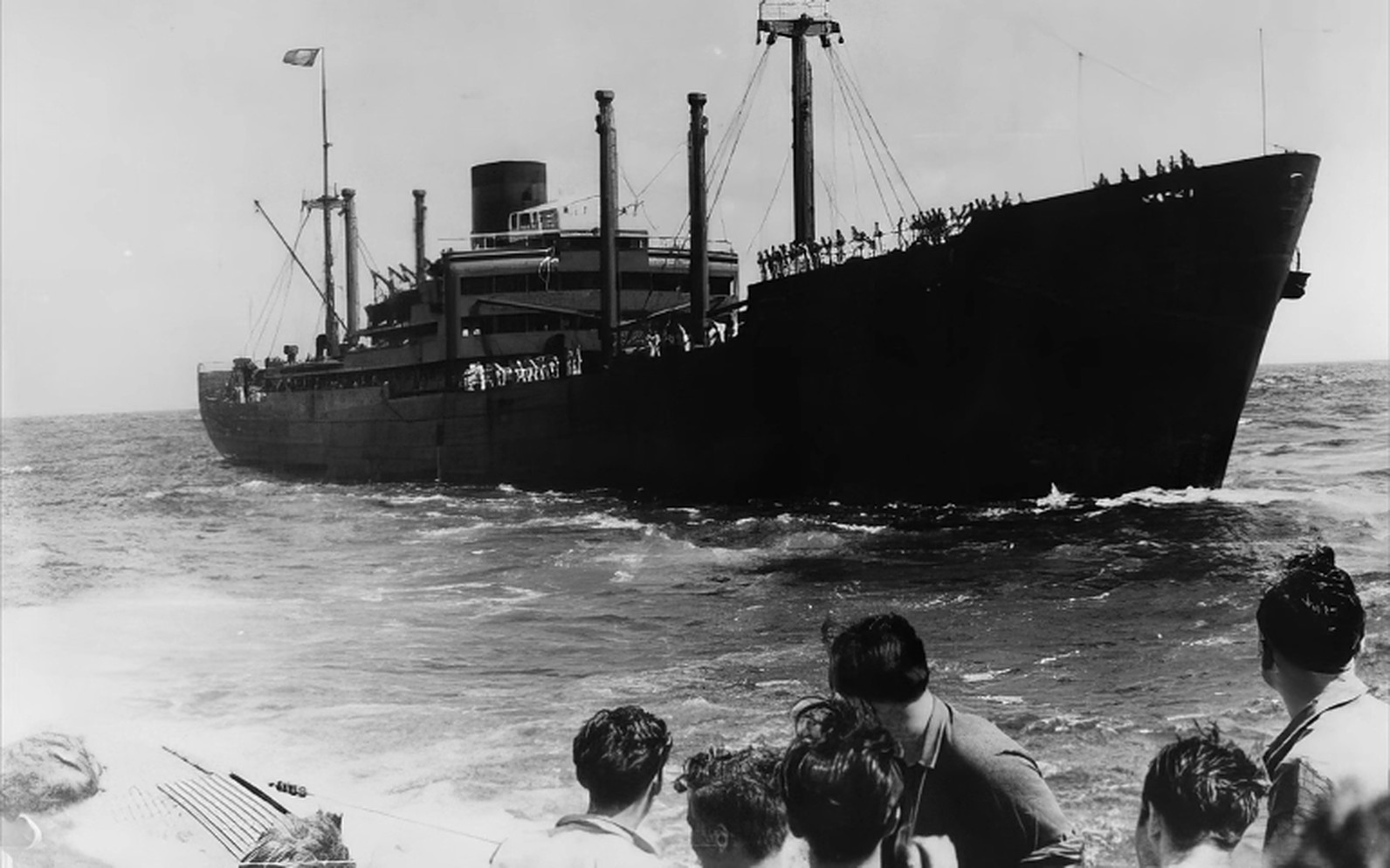
シドニーを撃沈したドイツ仮装巡洋艦コルモラン。

- アンフィオン（のちにパースと改名）

1933年6月26日にポーツマス海軍造船所で起工。1934年7月27日に進水し、1936年7月6日にアンフィオンとして竣工。南アフリカ戦隊に所属したが、1939年7月にオーストラリア海軍に供与されてパースと改名して就役。1941年3月のマタパン岬沖海戦に参加した。オーストアリア帰国後は太平洋戦線に投入される。1942年3月1日、バタビア沖海戦で僚艦ヒューストンと共に戦没した。
- アポロ（のちにホバートと改名）

1933年8月15日にデヴォンポート海軍造船所で起工。1934年10月9日に進水。1936年1月31日にアポロとして竣工。1938年9月にオーストラリア海軍に供与されてホバートと改名して就役。太平洋戦争では珊瑚海海戦や第一次ソロモン海戦などに参加した。1953年練習巡洋艦に改装を開始、1956年改装中止となり1962年に解体された。
- フェートン（建造中にシドニーに改名）

1933年7月8日にフェートンとしてポーツマス海軍造船所で起工。1934年9月22日に進水。建造中にオーストラリア海軍に供与されて、1935年9月24日にシドニーとして竣工。1940年には地中海で行動し、スパダ岬沖海戦やオトラント海峡夜戦で活躍した。オーストラリアに帰国後の1941年11月19日、インド洋にてドイツ海軍の仮装巡洋艦コルモランと交戦、相討ちとなって沈没した。